# Molophilus armatissimus
Molophilus armatissimus är en tvåvingeart som beskrevs av Bangerter 1947. Molophilus armatissimus ingår i släktet Molophilus och familjen småharkrankar. Inga underarter finns listade i Catalogue of Life.